# Рио Ранчо
Рио Ранчо (на английски: Rio Rancho) е град в щата Ню Мексико, САЩ. Рио Ранчо е с население от 96 159 жители (по приблизителна оценка от 2017 г.) и обща площ от 190,40 км2. Основан е през 1961 г., а получава статут на град през 1981 г. Кмет към 2009 г. е Томас Суистак. Рио Ранчо е част от метрополния район на град Албакърки, който се намира южно от Рио Ранчо. ЗИП кодовете му са 87124, 87144, 87174, а телефонният 505.